# Pastelão

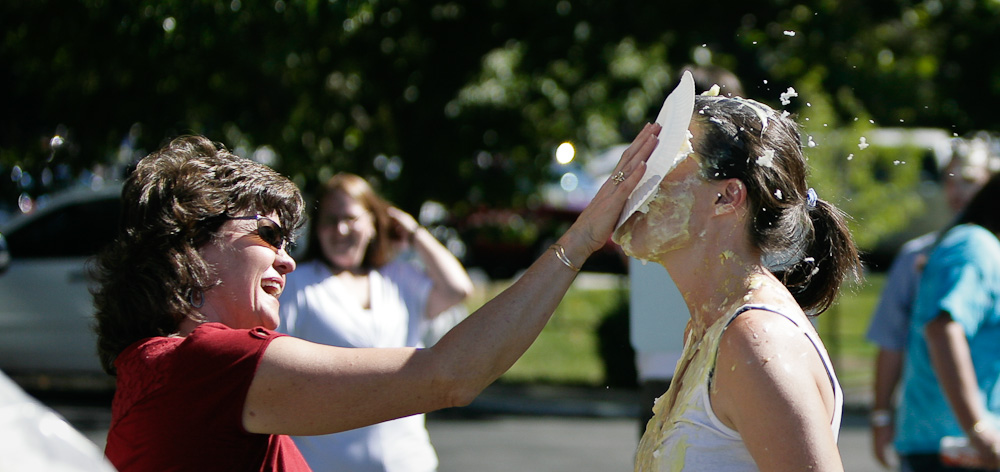
Torta na cara: clássico do gênero "pastelão"

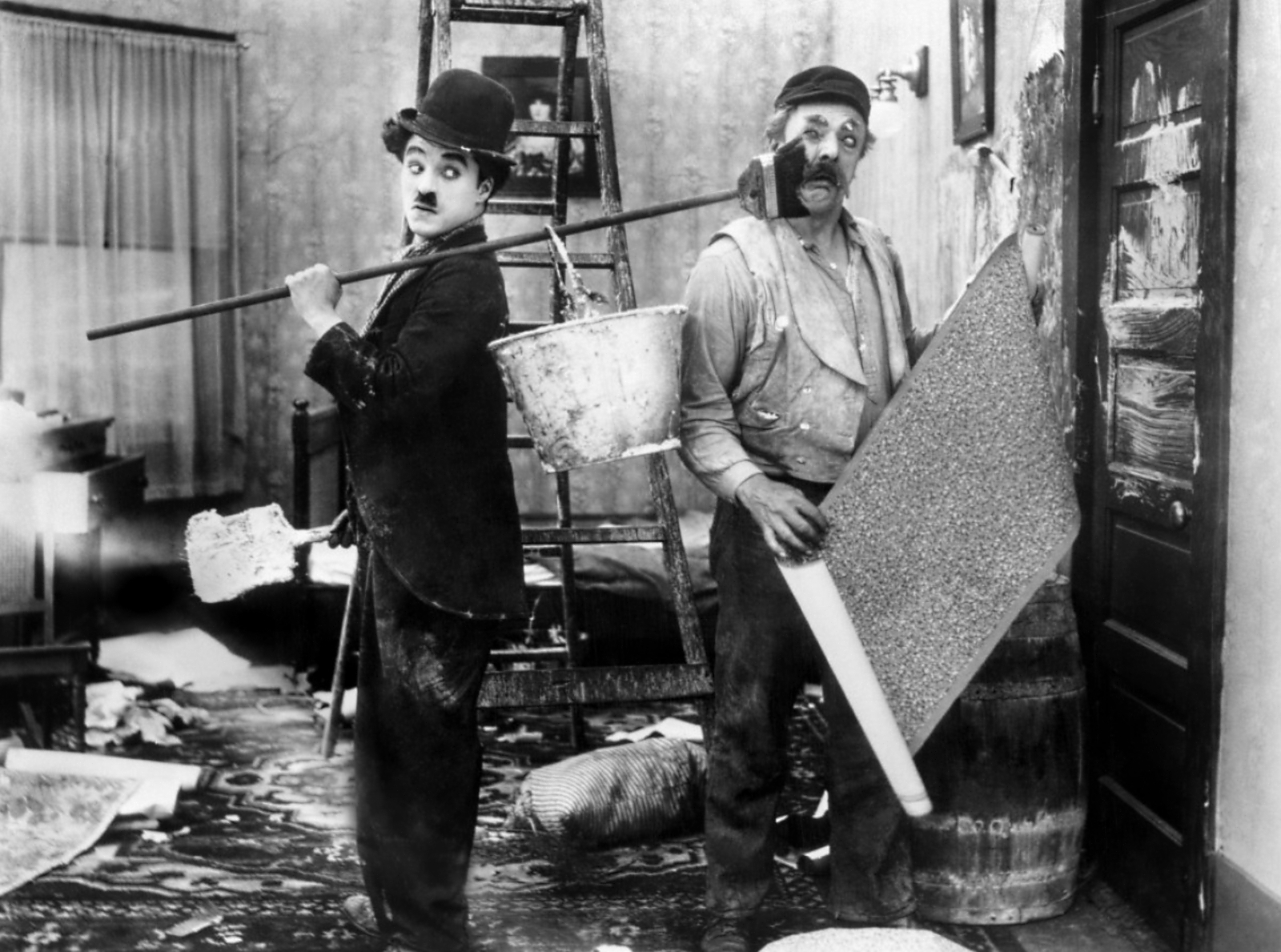
Charlie Chaplin em cena do filme His New Job, comédia ao estilo pastelão

Pastelão é um gênero de comédia cinematográfica em que predominam cenas de tropelias, explorando-se motivos de riso fácil e gosto discutível, implicando, por vezes, violência física. Suas maiores representações atuais, embora marcadamente diferentes dos clássicos, encontram-se nos desenhos animados, nos filmes cômicos de argumento simples e seriados norte-americanos com suas risadas programadas, normalmente direcionados ao público jovem. Apesar de o termo ser muito usado pejorativamente, a interpretação da comédia-pastelão — baseada em sincronismo e cálculo de execução delicados: ação do personagem e risada do público — é considerada uma das tarefas mais difíceis que um ator pode enfrentar.
O termo em português deriva de cenas usadas com frequência neste tipo de comédia, em que um conflito ou briga acaba descambando para uma "guerra de comida", com os personagens jogando tortas e/ou pastelões uns nos outros.
São exemplos consagrados do humor "pastelão": Charles Chaplin, O Gordo e o Magro, Os Três Patetas e Jim Carrey.
No Brasil, Os Trapalhões foi o principal grupo a representar o humor pastelão.
Outro expoente muito conhecido do gênero foi Roberto Gómez Bolaños, criador, roteirista e intérprete dos personagens Chaves, Chapolin e Dr. Chapatín, embora também tenha feito uso de outro tipo de humor: o de caracterização.
Também a Trilogia das Marias (Maria Mercedes, MariMar, e Maria do Bairro), série de novelas protagonizadas por Thalia, são marcadas por humor pastelão.